# Michael Budolfsen
 Der er for få eller ingen kildehenvisninger i denne artikel, hvilket er et problem. Du kan hjælpe ved at angive troværdige kilder til de påstande, som fremføres i artiklen.

Michael Budolfsen (født 23. april 1963) er en dansk foreningsformand. Han er næstformand i Finansforbundet, præsident i UNI Europa Finance, præsident i NFU (Nordic Financial Unions), medlem af bestyrelsen i AP Pension og Forbrugsforeningen, samt medlem af bestyrelsen i Spar Nord Bank fra 1996-2004.[kilde mangler]